# Takashi Takeuchi
Takeuchi Takashi (武内 崇 Takeuchi Takashi, nombre real Tomotaka Takeuchi 友崇 竹内, 28 de agosto de 1973) es un artista japonés, conocido como cocreador de novelas visuales japonesas y desarrollador de producciones de anime de la empresa TYPE-MOON, y por ser el diseñador de personajes e ilustraciones de las novelas visuales de TYPE-MOON, Tsukihime y Fate/Stay Night, las cuales fueron posteriormente adaptadas a anime y manga. Es un colaborador frecuente de su antiguo amigo, compañero y cofundador de TYPE-MOON, el autor Kinoko Nasu.

## Trabajos
Diseño de personajes e ilustraciones para la franquicia Fate.
Diseño de personajes e ilustraciones para la franquicia Tsukihime.
Ilustraciones para la novela Kara no Kyoukai.
Ilustraciones de la novela Notes para el Character Material.
Ilustraciones para Clockwick Canaan-Vail, un manga one-shot de la antología 'Angel voice'.
Ilustraciones y diseño de personajes para el juego de Nintendo Wii 428: Fūsa Sareta Shibuya de posteriormente adaptado a la serie de anime Canaan. 
Ilustraciones para Valkyria, una serie de cuatro mangas doujin.  
Varias ilustraciones y doujins cortos.